# Südsteiermark

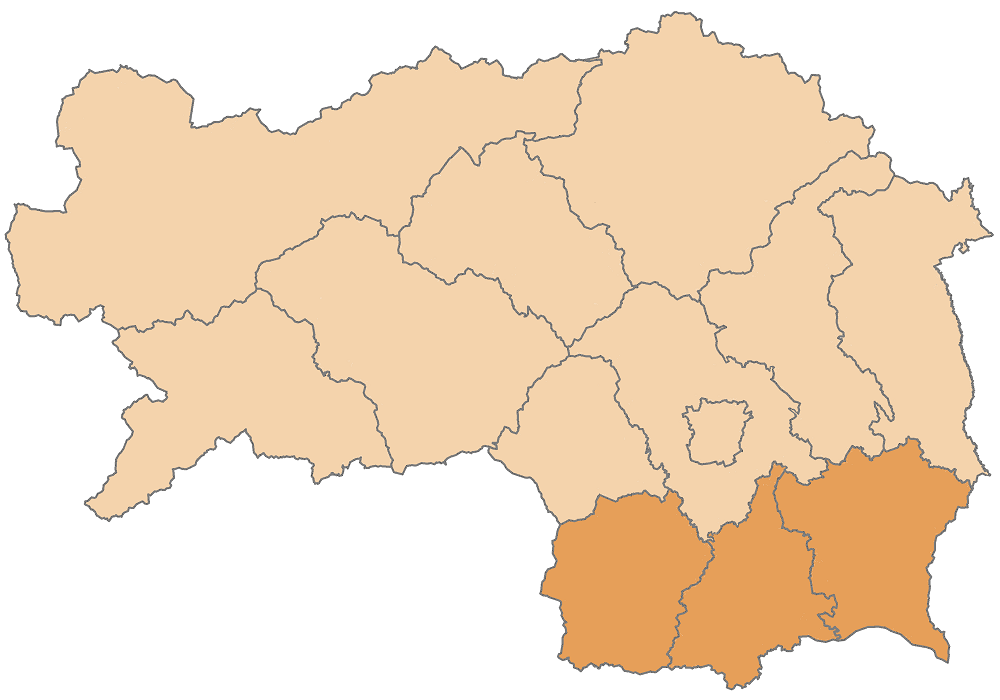
Südsteiermark: Districtele Deutschlandsberg, Leibnitz și Südoststeiermark

Südsteiermark indică în zilele noastre partea de sud a landului federal austriac Stiria.
Südsteiermark nu trebuie confundat cu partea sudică a fostului Ducat Stiria, care se numește Untersteiermark și aparține în zilele noastre Sloveniei.